# NMEA 2000
NMEA 2000 ist ein Netzwerktyp zur Datenübertragung, der vorwiegend in der Schifffahrt verwendet wird. In NMEA-Netzen werden Daten zwischen verschiedenen Navigationsgeräten übermittelt bzw. mehrere Navigationsgeräte zu einem Netzwerk zusammengefügt (GNSS, Tiefenmesser, Logge, Windmesser, Kompass, Autopilot). Auch Steuerungs- und Überwachungs-Daten der Schiffsführung können damit übertragen werden (Stromgenerator, Schiffsmotor, Steuerung, Feueralarm etc.).

## Geschichte
NMEA 2000 wurde im Jahr 2000 von der Normungsorganisation NMEA entwickelt, als Nachfolger für NMEA 0183. NMEA 2000 ist eine Erweiterung von SAE J1939, welches im Nutzfahrzeugbereich verwendet wird und auf dem von Bosch und Intel entwickelten Controller Area Network (CAN) basiert.

## Eigenschaften und Konfiguration
NMEA 2000 ist ein Netzwerk-System (NMEA 0183 ist nur eine Schnittstelle und unterstützt keine Netzwerkfunktion). Bis 50 Geräte können eingebunden und gleichzeitig Sender und Empfänger sein. Sie kommunizieren mit 250 kbit/s (50-mal schneller als NMEA 0183) über eine Distanz von bis zu 200 Meter. 100 Datensätze können gleichzeitig übertragen werden. NMEA 2000 konfiguriert sich selbst. Weder ein Setup noch eine zentrale Kontrolleinheit sind erforderlich. Das System unterscheidet zwischen sicherheitsrelevanten Daten und gewöhnlichen Daten. Ausgefallene Geräte haben keinen störenden Einfluss auf das Gesamtsystem.
Die meisten Geräte, die mit einer NMEA-2000-Schnittstelle ausgerüstet sind, durchlaufen einen genormten Prüfprozess und werden „NMEA 2000 zertifiziert“.

## Schnittstelle

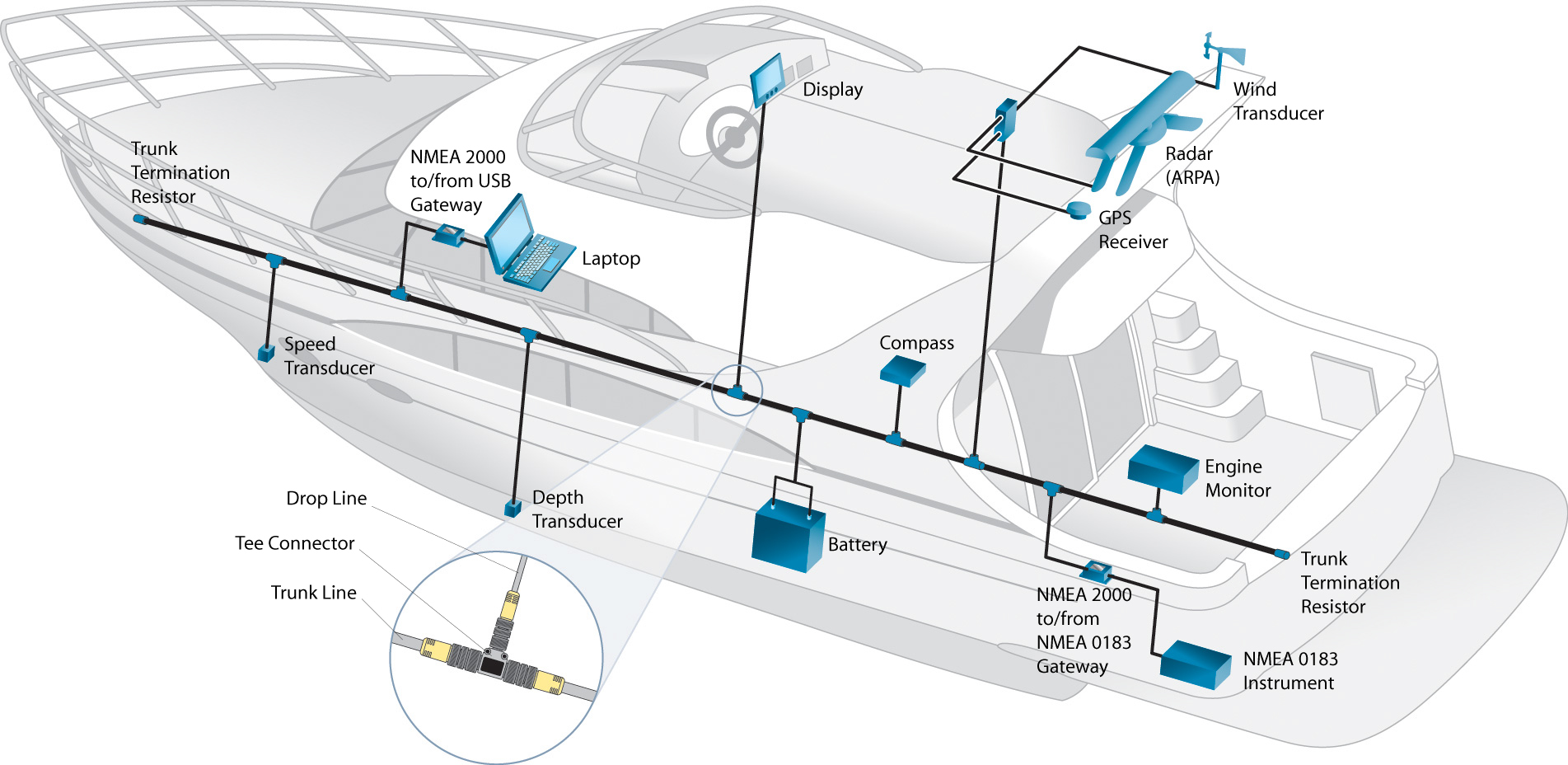
Typisches NMEA-2000-Netzwerk

Die Geräte werden mit einem 4-adrigen abgeschirmten Kabel verbunden. Zwei verdrillte Adern dienen der Stromversorgung, zwei verdrillte Adern übertragen die Daten, das Schirmgeflecht ist die Erdung. Werden mehr als zwei Geräte verbunden, wird für jedes weitere Gerät ein „T-Stück“ an beliebiger Stelle in das Kabel eingefügt, und das Gerät daran angeschlossen. Die freien Kabelenden werden mit einem Endwiderstand abgeschlossen, er verbindet die beiden Signalleitungen (121 Ω, 1 %, 250 mW). Der maximale Abstand zwischen zwei T-Stücken beträgt 100 m, die maximale Kabellänge zwischen T-Stück und Gerät (Stichkabel) beträgt 6 m.
Die Stecker sind nicht genormt. Jeder Hersteller verwendet unterschiedliche Stecker, einige haben sogar für verschiedene Geräte verschiedene Stecker. Die Stecker sind wasserfest mit den Kabeln verbunden und werden meistens als komplette Kabelsätze verkauft, lose MicroC Stecker sind aber erhältlich.
| Farbe      | Name     | Spannung | Funktion            |
| ---------- | -------- | -------- | ------------------- |
| weiß       | CAN_High | +2,5 V   | Signal              |
| blau       | CAN_Low  | −2,5 V   | Signal              |
| metallisch | Erde     | —        | Abschirmung         |
| rot        | V+       | +12 V    | Spannungsversorgung |
| schwarz    | V−       | 0 V      | Spannungsversorgung |

Prüfung
Das Netzwerk ist dann richtig verbunden, wenn bei unterbrochener Stromversorgung der Widerstand zwischen den beiden Signalleitungen (weiß und blau) zwischen 50 und 60 Ohm beträgt.
Stromversorgung
Die Stromversorgung dient meist nur zur Versorgung von Anzeigeinstrumenten und Messinstrumenten mit geringem Stromverbrauch (Windmesser, GPS etc.). Größere Stromverbraucher werden über eine eigene Stromversorgung gespeist (Kartenplotter, Tiefenmesser, Autopilot, Radar etc.).
Masse
Das Kabelsystem wird meist nicht mit der Erde des Schiffes verbunden, damit Isolationsfehler über eine Erdschlussanzeige erkannt werden können, bevor es zu Schäden im Stromnetz kommt. Ausnahme stellen kleinere Boote dar, bei denen der Nullleiter oft direkt an der Stromversorgung mit einem Kupferband mit dem Schiffskörper verbunden wird. Werden mehrere Stromversorgungen verwendet, darf nur eine mit der Masse verbunden werden; die 12-V-Leitung zwischen den Stromversorgungen muss dann unterbrochen werden.

## Hersteller
Die wichtigsten Hersteller, die NMEA 2000 bei eigenen Geräten einsetzen, sind: Furuno, Garmin, Lowrance, Navico, Raymarine, Simrad sowie B&G. Größte Kabellieferanten sind Maretron und Molex, Stecker kommen von Turck und Amphenol-Air LB. Einige Hersteller verwenden eigene Steckverbinder und sind nicht NMEA-2000-zertifiziert. Deshalb werden die Bussysteme SimNet (Simrad/Navico) und SeaTalk NG (Raymarine) genannt, Simrad verwendet inzwischen aber auch überwiegend die zum De-facto-Standard gewordenen 5-poligen MicroC Stecker. Mit entsprechenden Adapterkabeln sind sie aber weitgehend mit NMEA 2000 kompatibel.

## Parameter Gruppennummer (PGN)
Daten werden im NMEA-2000-Standard einer Gruppennummer zugeordnet.
Netzwerk-Management
| PGN    | Daten                                     |
| ------ | ----------------------------------------- |
|        | Acknowledgement basic                     |
|        | Acknowledgment Group Function             |
|        | Address Claim                             |
|        | Address, Commanded                        |
|        | Configuration Information                 |
|        | Command Group Function                    |
| 126996 | Product Information                       |
|        | Proprietary, Addressed                    |
|        | Proprietary, Global                       |
| 126464 | Received PGN List Group Function          |
| 059904 | Request, basic                            |
| 126208 | Request Group Function                    |
|        | Transport Protocol, Connection Management |
|        | Transport Protocol, Data Transfer         |
| 126464 | Transmitted PGN List Group Function       |

Anwendungsdaten
| PGN    | Daten                                           |
| ------ | ----------------------------------------------- |
| 127257 | Attitude                                        |
| 129302 | Battery Status                                  |
| 129302 | Bearing and Distance between two Marks          |
| 127501 | Binary Switch Bank Status                       |
| 129026 | COG & SOG, Rapid Update                         |
| 129283 | Cross Track Error                               |
| 130322 | Current Station Data                            |
|        | Datum                                           |
| 129549 | DGNSS Corrections                               |
| 130577 | Direction Data                                  |
| 128275 | Distance Log                                    |
|        | DSC Call Information                            |
| 127489 | Engine Parameters, Dynamic                      |
| 127488 | Engine Parameters, Rapid Update                 |
| 127497 | Engine Parameters, Static                       |
| 130311 | Environmental Parameters                        |
| 127505 | Fluid Level                                     |
| 129556 | GLONASS Almanac Data                            |
| 129538 | GNSS Control Status                             |
| 129550 | GNSS Differential Correction Receiver Interface |
| 129551 | GNSS Differential Correction Receiver Signal    |
| 129539 | GNSS DOPs                                       |
| 129029 | GNSS Position Data                              |
| 129547 | GNSS Pseudorange Error Statistics               |
| 129542 | GNSS Pseudorange Noise Statistics               |
| 129545 | GNSS RAIM Output                                |
| 129546 | GNSS RAIM Settings                              |
| 129540 | GNSS Sats in View                               |
| 129541 | GPS Almanac Data Heading/Track Control          |
| 130053 | Loran-C Range Data                              |
| 130054 | Loran-C Signal Data                             |
| 130052 | Loran-C TD Data                                 |
| 130323 | Meteorological Station Data                     |
| 130324 | Moored Buoy Station Data                        |
| 129284 | Navigation Data                                 |
| 129025 | Position, Rapid Update                          |
| 129799 | Radio Frequency/Mode/Power                      |
| 127245 | Rudder                                          |
| 130321 | Salinity Station Data                           |
| 129291 | Set & Drift, Rapid Update                       |
| 130576 | Small Craft Status                              |
| 128259 | Speed                                           |
| 127502 | Switch Bank Control                             |
| 126992 | System Time                                     |
| 130320 | Tide Station Data                               |
| 126992 | Time & Date                                     |
| 129301 | Time to/from Mark                               |
| 128520 | Tracked Target Data                             |
| 127493 | Transmission Parameters, Dynamic                |
|        | Trip Parameters, Small Craft                    |
| 129045 | User Datum Settings                             |
| 127250 | Vessel Heading                                  |
| 130578 | Vessel Speed Components                         |
| 128267 | Water Depth                                     |
| 130306 | Wind Data                                       |